# Glftpd
glFTPd, o GreyLine FTP Daemon, es un servidor FTP para los sistemas operativos derivados de Unix. glFTPd es de código abierto, como la mayoría de servidores FTP disponibles para los dichos sistemas operativos. Actualmente, el código fuente y los binarios precompilados están disponibles para GNU/Linux, FreeBSD, OpenBSD y Mac OS X (PPC).
El servidor, que se inicia mediante inetd, dentro un ambiente chroot por seguridad y tiene su propia base de datos de usuarios. Pese a estas medidas de seguridad, glFTPd sigue en su mayor parte el modelo de la "seguridad a través de la oscuridad".

## Historia
Nombrado por su primer desarrollador, GreyLine, el desarrollo de glFTPd comenzó aproximadamente a principios de 1998.
Aunque existen servidores más conocidos, glFTPd se ha convertido en un estándar para 'la escena', nombre dado a la distribución muy organizada y estructurada de contenido.

## Características

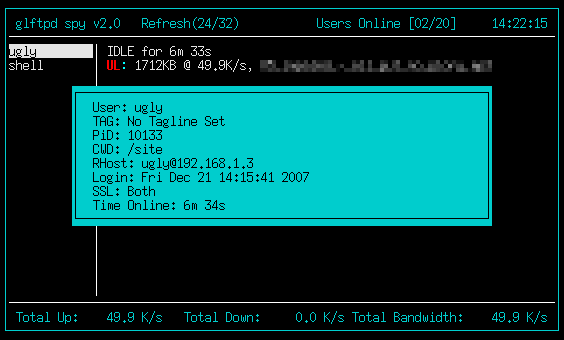
gl_spy

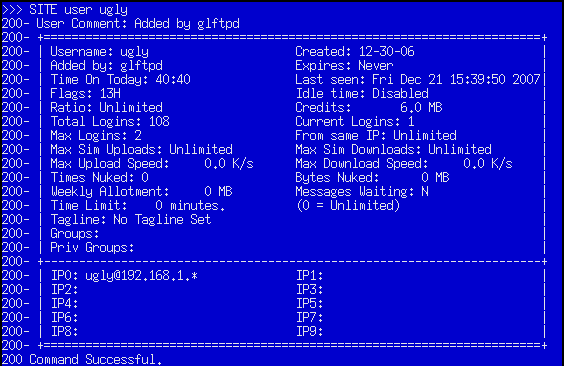
Gestión de usuarios

glFTPd soporta, entre otras, las siguientes funciones:
- los guiones de shell (línea de comandos) o cualquier idioma de guion, con tal de que se añada las bibliotecas necesarias al ambiente chroot
- las limitaciones de ancho de banda
- las relaciones de descargar/subir
- la codificación de todos los aspectos de comunicación entre el cliente y el servidor
- la gestión de usuarios por medio de un cliente FTP
- varios atributos de usuarios, como 'siteop' (operario del sitio FTP), 'gadmin' (administrador de grupos) y 'nuke" (la facultad de marcar un subido de prohibido)
- la facultad de comprobar si un archivo ya ha sido subido
- las estadísticas de varios tipos
- FXP (Protocolo de intercambio de archivo)
- 'gl_spy', una herramienta para observar a los usuarios
- la compatibilidad con 'bouncers', servidores que esconden la dirección IP del servidor FTP mismo
- la comprobación de integridad de archivos a través de los archivos SFV (verificación de archivos de sistema)

## Licencia
| Copyright (c) 1997-2006. The glFTPd development team. All rights reserved. Redistribution and use in binary form is permitted provided that the following conditions are met: 1. Redistributions must reproduce the above copyright notice, this list of conditions and the following disclaimer in the documentation and/or other materials provided with the distribution. 2. All advertising materials mentioning features or use of this software must display the following acknowledgement: glFTPd is a product developed by the glFTPd development team (https://web.archive.org/web/20090510091719/http://www.glftpd.dk/). THIS SOFTWARE IS PROVIDED BY THE REGENTS AND CONTRIBUTORS AS IS AND ANY EXPRESS OR IMPLIED WARRANTIES, INCLUDING, BUT NOT LIMITED TO, THE IMPLIED WARRANTIES OF MERCHANTABILITY AND FITNESS FOR A PARTICULAR PURPOSE ARE DISCLAIMED. IN NO EVENT SHALL THE REGENTS OR CONTRIBUTORS BE LIABLE FOR ANY DIRECT, INDIRECT, INCIDENTAL, SPECIAL, EXEMPLARY, OR CONSEQUENTIAL DAMAGES (INCLUDING, BUT NOT LIMITED TO, PROCUREMENT OF SUBSTITUTE GOODS OR SERVICES; LOSS OF USE, DATA, OR PROFITS; OR BUSINESS INTERRUPTION) HOWEVER CAUSED AND ON ANY THEORY OF LIABILITY, WHETHER IN CONTRACT, STRICT LIABILITY, OR TORT (INCLUDING NEGLIGENCE OR OTHERWISE) ARISING IN ANY WAY OUT OF THE USE OF THIS SOFTWARE, EVEN IF ADVISED OF THE POSSIBILITY OF SUCH DAMAGE. |

## Soporte
El soporte gratuito para glFTPd está disponible en la red de IRC EFnet tanto en #glftpd como en #glhelp.